# Hradivka, Veselînove
Hradivka (în ucraineană Градівка) este un sat în comuna Poricicea din raionul Veselînove, regiunea Mîkolaiiv, Ucraina.

## Demografie
Componența lingvistică a localității Hradivka
     Ucraineană (85,35%)
     Rusă (12,27%)
     Română (2,2%)
     Alte limbi (0,18%)
Conform recensământului din 2001, majoritatea populației localității Hradivka era vorbitoare de ucraineană (85,35%), existând în minoritate și vorbitori de rusă (12,27%) și română (2,2%).